# Cecidomyia pini
Cecidomyia pini är en tvåvingeart som först beskrevs av De Geer 1776.  Cecidomyia pini ingår i släktet Cecidomyia och familjen gallmyggor. Inga underarter finns listade i Catalogue of Life.